# Ясна Поляна (Іглінський район)
Я́сна Поля́на (рос. Ясная Поляна, башк. Ясная Поляна) — присілок у складі Іглінського району Башкортостану, Росія. Входить до складу Калтимановської сільської ради.
Населення — 65 осіб (2010; 75 в 2002).
Національний склад:
- білоруси — 41 %